# Оберманс, Франц
Франц Оберманс (нем. Franz Obermanns; 29 октября 1909, Эльберфельд, Германия — 10 мая 1982) — немецкий коммунист и участник немецкого Сопротивления.